# Gene Davis
Eugene M. "Gene" Davis (27 de enero de 1952) es un actor estadounidense, hermano del también actor Brad Davis. Es más conocido por interpretar al asesino psicótico Warren Stacy en la película de suspense 10 to Midnight (1982, Al filo de la medianoche) con Charles Bronson. Volvió a interpretar a un asesino en Mensajero de la muerte, y en la película de Robert Harmon Carretera al infierno (1986) interpretó a un ranger que es asesinado por el psicópata John Ryder, interpretado por Rutger Hauer. También apareció en la película de suspense psicológico Fear X (2003) e interpretó a una drag queen en la película de William Friedkin Cruising, protagonizada por Al Pacino.